# Xã Fair Oaks, Quận Cross, Arkansas
Xã Fair Oaks (tiếng Anh: Fair Oaks Township) là một xã thuộc quận Cross, tiểu bang Arkansas, Hoa Kỳ. Năm 2010, dân số của xã này là 167 người.